# Tras el pasamontañas
Tras el pasamontañas (título original: Behind the Mask: The Story Of The People Who Risk Everything To Save Animals, que en español sería Tras la máscara: La historia de la gente que lo arriesga todo para salvar animales) es un documental del 2006 sobre el Frente de Liberación Animal (ALF). Tomó tres años de filmaciones, entrevistas y ediciones el completarlo. La película fue creada por la abogada de los derechos de los animales Shannon Keith, que posee Uncaged Films y ARME ("Animal Rescue, Media & Education", que en español sería "Rescate Animal, Medios y educación". El documental fue producido en respuesta a unas acciones en los medios mayoritarios contra el movimiento por los derechos de los animales.

## Sobre el film
El documental trata sobre los activistas de los derechos de los animales que irrumpen en laboratorios y otras instalaciones para proveer de imágenes no vistas antes de los animales que se utilizan allí.
Esto incluye nombres famosos del movimiento de liberación animal, algunos de los cuales han sido condenados a prisión por realizar acción directa. La historia de Jill Phipps, que fue asesinada cuando cayó bajo un camión mientras protestaba por la exportación de animales, es referida, con las palabras de su madre "Ellos nos llaman terroristas pero la realidad es que con los años cuatro activistas de los derechos de los animales han sido asesinados durante protestas.".
El estreno en Reino Unido fue el 7 de septiembre de 2006 en el Exeter Phoenix Arts and Media Centre. Keith Mann dio una charla y respondió preguntas. Mann y otros desde entonces han dado llevado de gira e film ampliamente alrededor del mundo, organizando visionados en cines locales y eventos sobre los derechos de los animales. The Telegraph de Calcuta dijo sobre el film: "Dejando a un lado lo que uno piense sobre las tácticas del Frente de Liberación Animal, el film es una cosa extraordinaria digna de ser vista"

## Premios
Este filme ha sido mostrado en festivales así como en otras proyecciones,
 y ha ganado los siguientes premios:
- Premio al mejor documental, Festival Internacional de Cine de Venecia 2007.
- Premio al mejor documental, Independent Features Film Festival 2007.
- Premio al mejor documental, Santa Clarita Valley Film Festival 2007.

El documental también estuvo en la Sección Oficial del Santa Cruz Film Festival 2007' y el ReelHeART International Film Festival 2007.